# Brokvireor
Brokvireor (Pteruthius) är ett släkte av små fåglar som traditionellt placerats i familjen timalior (Timaliidae), men genetiska studier visar att de tillhör den amerikanska familjen vireor (Vireonidae).  De bebor endast regionen från Pakistan till södra Kina och söderut till Sydostasien. De flesta arterna finns i bergsskogar, men några arter tar sig nedåt till lägre höjder på vintern. Flera av de tidigare beskrivna arterna har delats upp i fler distinkta arter.

## Utseende och läte
Brokvireor varierar i storlek från 11,5 till 20 centimeter och från 10 till 48 gram. De varierar också i fjäderdräkt och utseende, men alla arter har kraftig svart krokig näbb, korta uddiga borst och en distinkt juvenil fjäderdräkt. De uppvisar också alla sexuell dimorfism i fjäderdräkten, där hanarna vanligtvis är ljusare än honorna. Sången är enkel och monoton.

## Status och hot
Ingen av arterna anses hotad av mänskliga aktiviteter.

## Arter inom släktet
Idag urskiljs vanligen sju arter i släktet:
- Svarthuvad brokvireo (Pteruthius rufiventer)
- Gulvingad brokvireo (Pteruthius flaviscapis)
- Vitbrynad brokvireo (Pteruthius aeralatus)
- Grön brokvireo (Pteruthius xanthochlorus)
- Svartörad brokvireo (Pteruthius melanotis)
- Javabrokvireo (Pteruthius aenobarbus)
- Brunstrupig brokvireo (Pteruthius intermedius)